# Tsai Ming-liang
Tsai Ming-liang (en xinès simplificat, 蔡明亮; en pinyin, Cài Míngliàng; nascut el 27 d'octubre de 1957) és un cineasta d'origen xinès-malai. Ha escrit i dirigit 10 pel·lícules i també nombrosos curtmetratges i pel·lícules per a la televisió. Tsai és un dels directors de cinema més cèlebres de la «Segona Onada» de directors de cinema taiwanès. Les seves pel·lícules han estat aclamades a tot el món i han guanyat nombrosos premis en festivals de cinema.

## Biografia
Tsai va néixer a Malàisia amb ascendència xinesa i va passar els seus primers 20 anys a Kuching, a l'illa de Borneo, fins que es va traslladar a Taipei, a l'illa de Taiwan. Segons reconeix, aquest fet va tenir «un impacte enorme en la meva psique», circumstància reflectida en les seves pel·lícules: «Fins i tot avui en dia sento que no pertanyo ni a Taiwan ni a Malàisia. En certa forma, puc anar on jo vulgui i encaixar, però mai no noto el sentit de pertinença».
Tsai es va graduar al Departament de Drama i Cinema de la Universitat Cultural de Taiwan el 1982 i va treballar com a productor teatral, guionista i director de televisió a Hong Kong. De 1989 a 1991 va dirigir diverses pel·lícules per a la televisió. Dos d'elles, All the Corners of the World i Xiao hai, les va protagonitzar la seva musa, l'actor Lee Kang-sheng.

## Carrera

### 1992–1998
El primer llargmetratge de Tsai va ser Qing shao nian nuo zha (Rebels of the Neon God) (1992). Una pel·lícula sobre joves problemàtics a Taipei, protagonitzada per Lee en el personatge de Hsiao-Kang. Lee va aparèixer en tots els llargmetratges de Tsai fins al 2013. La segona producció de Tsai, Ai qing wan sui (Vive L'Amour) (1994), tracta de tres persones que sense saber-ho comparteixen un mateix apartament. La pel·lícula té un ritme pausat, pocs diàlegs i l'alienació n'és el tema principal. Aquests trets característics es van convertir en la norma del cinema de Tsai. Vive L'Amour va ser aclamada per la crítica i va guanyar el Golden Horse Awards de Taiwan a la millor pel·lícula i millor director.
La següent pel·lícula de Tsai va ser He liu (The River) (1997), en la qual una família ha de bregar amb el dolor de coll del seu fill, la soledat i la incomunicació. La família és similar a la que apareix a Rebels of the Neon God i és interpretada pels mateixos actors. Dong (The Hole) (1998) tracta de dos veïns en un apartament i conté diversos números musicals.

### 1999–2009
En la pel·lícula de Tsai, Ni na bian ji dian (What Time Is It Over There?) (2001), un home i una dona es troben a Taipei abans que la dona viatgi a París. Aquest va ser el primer llargmetratge de Tsai en què Chen Shiang-chyi va participar, la qual es convertiria en l'estrella de les següents pel·lícules al costat de Lee. Bu san (Good Bye, Dragon Inn) (2003) és sobre la gent en un antic cinema que està a punt de tancar. Per aquesta pel·lícula, Tsai va utilitzar preses encara més llargues i menys diàlegs que en les anteriors, una tendència que va continuar en els seus treballs posteriors. Tian bian yi duo yun (The Wayward Cloud) (2005) és una seqüela de What Time Is It Over There? en la qual Hsiao-Kang i Shiang-chyi es retroben i comencen una relació mentre Hsiao-Kang treballa com a actor de cinema pornogràfic. Aquesta pel·lícula, com The Hole, compta amb diversos números musicals i amb el ritme lent de Tsai marca de la casa.
La següent pel·lícula de Tsai, Hei yan quan (I Don't Want to Sleep Alone) (2006), va ser el seu primer treball a Malàisia i tracta de dos personatges diferents, tots dos interpretats per Lee.
El 2007, el Comitè de Censura de Malàisia va prohibir la pel·lícula per estar basada en incidents en els quals es presenta «una mala imatge» del país per raons culturals, ètniques i racials. No obstant això, més tard es va permetre que la pel·lícula es projectés després que Tsai acordés censurar parts de la pel·lícula. La següent pel·lícula de Tsai, Visage (2009), tracta sobre un director taiwanès que viatja a París per filmar una pel·lícula.

### 2010–present

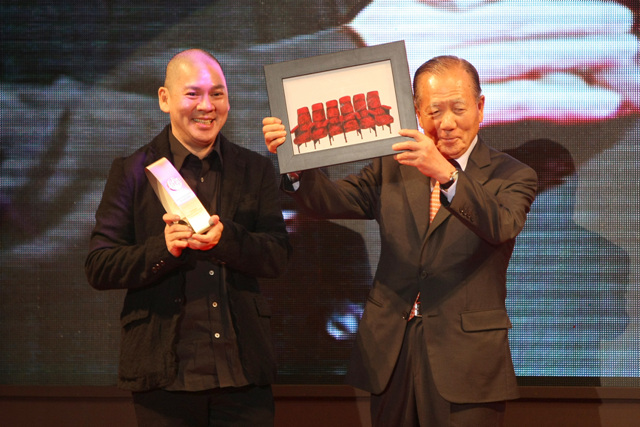
Tsai (esquerra), va ser nomenat el Cineasta Asiàtic de l'Any en el Festival Internacional de Cinema de Busan 2010

La següent pel·lícula de Tsai va ser Jiao you (Stray Dogs) (2013), sobre una família indigent. Tsai també va dirigir diversos curtmetratges, incloent «Walker» segment de Beautiful 2012 (2012) i Xi You (Journey to the West) (2014), que tenen el mateix personatge: un monjo interpretat per Lee que viatja caminant lentament.

### Premis i guardons
- Lleó d'Or a la millor pel·lícula per Vive L'Amour al Festival de Cinema de Venècia de 1994
- El 1995 va ser membre del jurat en el Festival de Cinema de Berlín
- Ós de Plata – Premio Especial del Jurat per The River en el Festival de Cinema de Berlín de 1997[4]
- Premi FIPRESCI per The Hole al Festival de Cinema de Cannes de 1998[5]
- L'any 2003, Tsai va ser elegit pel periòdic britànic The Guardian com el 18è dels 40 millors directors del món
- Premi Alfred Bauer i Ós de Plata per The Wayward Cloud al Festival de Cinema de Berlín de 2005[6]
- Premi especial del jurat per The Wayward Cloud al Festival Internacional de Cinema Fantàstic de Sitges de 2005

## Filmografia

### Llargmetratges
- Rebels of the Neon God (1992)
- Vive L'Amour (1994)
- The River (1997)
- The Hole (1998)
- What Time Is It There? (2001)
- Goodbye, Dragon Inn (2003)
- El sabor de la síndria (2005)
- I Don't Want to Sleep Alone (2006)
- Visage (2009)[7]
- Stray Dogs (2013)[8]

### Curtmetratges
- Fish, Underground (or A Conversation with God) (2001)
- The Skywalk Is Gone (2002)
- Madame Butterfly (2008) – part del projecte "Twenty Puccini" del Festival de Cinema de Lucca
- No Form (2012)
- Diamond Sutra / Sleepwalk (2012)
- Xing Zai Shui Shang (2013)
- Journey to the West (2014)
- Xiao Kang (2015)
- No No Sleep (2015)
- The Deserted (2017)

### Segments
- Welcome to São Paulo (2004) – "Aquarium"
- To Each His Own Cinema (2007) – "It's a Dream"
- Beautiful 2012 (2012) – "Walker"
- Letters from the South (2013) – "Walking on Water"[
- Beautiful 2015 (2015) – "No No Sleep"

### Documentals
- Sleeping on Dark Waters (2008)
- Afternoon (2015)
- Your Face (2018)

### Pel·lícules de televisió
- Endless Love (1989)
- The Happy Weaver (1989)
- Far Away (1989)
- All Corners of the World (1989)
- Li Hsiang's Love Line (1990)
- My Name is Mary (1990)
- Ah-Hsiung's First Love (1990)
- Give Me a Home (1991)
- Boys (1991)
- Hsio Yueh's Dowry (1991)
- My New Friends (1995)